# Anselmo Francisco Peretti
Anselmo Francisco Peretti (Goiana, 21 de abril de 1812 — Recife, 9 de outubro de 1877) foi um político brasileiro.
Foi presidente das províncias de Sergipe, de 28 de dezembro de 1842 a ? de 1844, de Alagoas, de 1 de março de 1843 a 1 de julho de 1844, do Piauí, de 11 de junho de 1848 a 24 de dezembro de 1849, e de Pernambuco, de 1 de dezembro de 1864 a 25 de janeiro de 1865.
Sua bisneta, Marianne Peretti, foi uma artista plástica brasileira. 